# Berd
Pour les articles homonymes, voir Berd (homonymie).
Berd (ou Pert en arménien oriental ; Բերդ en arménien ; anciennement Tovuzghala) est une ville du marz de Tavush, au nord-est de l'Arménie. Située à 202 km d'Erevan, cette ville dont l'économie repose essentiellement sur l'agriculture compte 8 561 habitants en 2008.

## Étymologie
Perd signifie « château » ou « fort » en arménien. Ce nom vient de l'ancienne forteresse de Tavush, perchée sur un piton rocheux non loin de la ville.